# Giuseppe Tornielli Brusati di Vergano
Giuseppe Tornielli Brusati di Vergano (Novare, 12 février 1836 - Paris, 9 avril 1908) était un diplomate et homme politique italien. Il fut sénateur du roi à partir de 1879. Il s'intéressa à l'affaire Dreyfus quand il était en poste à Paris, où il mourut.

## Biographie
Conseiller de la province de Novare, Torniello entre dans la carrière diplomatique en 1867, quand il est nommé chef de cabinet du ministre des affaires étrangères du roi; il y dirige la division politique de 1868 à 1875, avant d'être pour la première fois Maître de cérémonie honoraire du roi, le 6 mai 1875.
Il est ensuite envoyé à Athènes (1876), et devient secrétaire général du gouvernement du 2 avril 1876 au 3 juin 1878.
Il est successivement ministre plénipotentiaire à Bucarest (1879), Belgrade (1879), Madrid (1887), Londres (1889), et Paris (à partir du 3 février 1895). Quand il y décède en 1908, il est le doyen de la diplomatie italienne.